# Kazimierz Truchanowski
Kazimierz Truchanowski (ur. 9 października 1904 w Romanowie na Wołyniu, zm. 18 sierpnia 1994 w Warszawie) – polski prozaik, tłumacz literatury niemieckiej i rosyjskiej.

## Życiorys
Studiował medycynę na Uniwersytecie Św. Włodzimierza w Kijowie. Przyjechał w granice II Rzeczypospolitej w 1925. Debiutował na łamach czasopisma „Echa Leśne”. Był długoletnim urzędnikiem Dyrekcji Lasów Państwowych. W okresie okupacji był leśniczym na Kielecczyźnie oraz żołnierzem Armii Krajowej. Po wojnie mieszkał w Łodzi, a następnie w Warszawie. Od 1947 był redaktorem tygodnika „Nowiny Literackie”. Członek Rady Krajowej PRON w 1983 roku.
Jego córką jest ilustratorka Bożena Truchanowska, przedstawicielka Polskiej Szkoły Ilustracji.

### Twórczość
- Zmowa demiurgów
- Oratoria nocne
- Grająca puszka
- Tais z biedronką, czyli droga do nieba
- Zatrute studnie
- Piękny warkocz Bereniki
- Młyny Boże
- Piekło nie zna snu
- Całowanie ziemi
- Dzwony piekieł
- Zatrzaśnięcie bram
- Totenhorn[2]
- Pocałunek[3]
- Droga do nieba[4]